# 1973 en sociologie
| Années de la sociologie : 1970 - 1971 - 1972 - 1973 - 1974 - 1975 - 1976    |
| Décennies de la sociologie : 1940 - 1950 - 1960 - 1970 - 1980 - 1990 - 2000 |

Cet article présente les événements de l'année 1973 dans le domaine de la sociologie.

## Publications

### Livres
- Raymond Aron, République impériale.
- Raymond Aron, Histoire et dialectique de la violence.
- Elena Gianini Belotti, Du côté des petites filles.

## Décès
- 7 juillet : Max Horkheimer (né le 13 février 1895), philosophe et sociologue allemand.